# Aitor Gabilondo
Aitor Gabilondo (Sant Sebastià, 1972) és un guionista i productor de televisió basc. Inicia la seva carrera com a guionista de programes a la televisió basca (ETB) i la continua a Canal+ i a la ràdio (Cadena Ser). Després passa a treballar com a guionista de ficció en minisèries, TV-movies i sèries d'èxit (entre les quals destaca Periodistas) a les cadenes i productores més destacades del país.
El 2001, Aitor s'incorpora a Mediapro i Carlton TV (Regne Unit) per desenvolupar projectes de ficció, que inclouen les TV-movies Carta mortal, Mónica i La vida sigue aquí. Més endavant treballa com a guionista en sèries, entre les quals destaquen El Comisario i Génesis: en la mente del asesino.
El 2007, amb quatre socis, Aitor funda la productora de continguts Gingobiloba, que al cap d'un any passa a formar part del Grupo Zeta. Amb Zeta participa en la creació i producció executiva de diverses sèries de televisió com Cazadores de hombres i El síndrome de Ulises. Com a guionista, també coescriu Marsella, la pel·lícula de Belén Macías.
Acabada aquesta fase, el 2010 s'associa amb César Benítez a la productora Plano a plano, i comença així una nova etapa professional, amb èxits com la sèrie El Príncipe.